# 查克巴胡 (亞利桑那州)
查克巴胡（英語：Chakpahu）是位於美國亞利桑那州納瓦霍縣的一個非建制地區。該地的面積和人口皆未知。

## 地理
查克巴胡的座標為35°45′43″N 110°10′22″W / 35.76194°N 110.17278°W，而該地的平均海拔高度為1943米（即6375英尺）。